# ترام لوسيل
ترام لوسيل هي شبكة قطارات خفيفة في مدينة لوسيل، قطر.تم افتتاح المرحلة الأولى المكونة من 6 محطات في 1 يناير 2022.